# هولك الخارق (فلم)
هولك الخارق  (بالإنجليزية: The Incredible Hulk) هو فيلم حركة تم إنتاجه في الولايات المتحدة وصدر في سنة 2008. الفيلم من إخراج لويس ليترير, إنتاج غيل آن هيرد وكيفن فيج وبطولة إدوارد نورتون، ليف تايلر، تيم روث وتاي باريل.

## طاقم التمثيل
- إدوارد نورتون في دور بروس بانر والرجل الأخضر.
- ليف تايلر في دور بيتي روس
- تيم روث في دور إيميل بلونسكي والعملاق الشرير
- ويليام هورت في دور النقيب آهاد
- تاي باريل في دور د. ليونار تامسون

## القصة
يعاني العالم الطيب بروس بانر (إدوارد نورتون) من أشعة غاما التي تعرض لها بكثافة، والتي جعلته يتحول عندما يغضب إلى شخصية العملاق الأخضر الذي يتسبب في كثير من الدمار أينما ذهب.
وبينما يجري بانر أبحاثه، محاولًا الوصول لمصل يعالجه من هذه الحالة ويعيده شخصًا طبيعيًا، تكون هناك جهات أخرى؛ منها أجهزة أمنية، تسعى من أجل الوصول لإمكانية تحويل رجالها إلى شخصيات تمتلك القوة المفرطة نفسها.
ولا يقتصر الأمر على هذا فقط، بل يظهر مقاتل شرير (تيم روث) يحمل قوى خارقة مشابهة لقوى العملاق الأخضر يعرف بين الناس باسم "المكروه"، ليكون على البطل الأخضر أن يواجه خصمًا مساويًا له في القوة للمرة الأولى.

## الميزانية والإيرادات
بلغت تكلفة إنتاج الفيلم حوالي 150 مليون دولار بينما حقق أرباحا تقدر بـ 263,427,551 دولار.

## وصلات خارجية
- مقالات تستعمل روابط فنية بلا صلة مع ويكي بيانات